# Henk Kooijman
Henk Kooijman (Haastrecht, 10 oktober 1928 - Gouda, 20 oktober 1988) was een Nederlandse dichter en verzamelaar van volksverhalen.

## Leven en werk

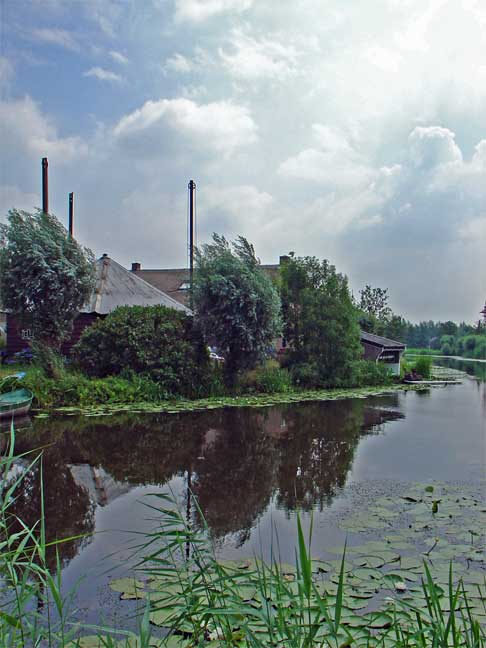
Het riviertje de Vlist in de streek waardoor Kooijman zich liet inspireren

Kooijman werd geboren in Haastrecht, waar hij tot 1972 zou blijven wonen, met een onderbreking van twee jaar als dienstplichtig militair in Nederlands-Indië. Zijn zwerftochten door de polders in het Groene Hart vormden een inspiratiebron voor zijn poëzie. Het is het landschap van de waarden ten zuiden van Gouda doorsneden door het riviertje de Vlist tussen Haastrecht en Schoonhoven. Een literatuurcriticus karakteriseerde hem als dichter als een "poldersjamaan". Uit zijn Haastrechtse tijd stammen onder ander de bundels Geopsychisch en Dorpsbewoner.
Daarnaast verzamelde Kooijman ook veel volksverhalen. De door hem bijeengebrachte sagen en legenden werden in het jaar van zijn overlijden door het P.J. Meertens Instituut gepubliceerd onder de titel Volksverhalen uit het grensgebied van Zuid-Holland, Utrecht, Gelderland en Noord-Brabant.
Vanaf 1972 woonde Kooijman in een hofje in Gouda. Uit zijn Goudse periode stammen Laagland Legende en de cyclus De polder in de Hondsdagen. Onder het pseudoniem Richard Schuagt publiceerde hij enkele dichtbundels, die deels in eigen beheer onder de uitgeversimprint IRIS werden uitgegeven.
Na zijn overlijden werd in 2009 een bloemlezing met 654 van zijn "landschappelijke" gedichten met als titel "Waar ik ook ben, ik draag mijn weiland mee" uitgebracht door Arjen Struik en voorzien van een voorwoord door Henk Povée. Ter gelegenheid van het uitbrengen van deze bundel werd in het museumgoudA een tentoonstelling aan zijn werk gewijd.
Fragment van het gedicht Vlist uit: Waar ik ook ben, ik draag mijn weiland mee (2009):
Waar ik ook ga, ik weet al van tevoren:
Het ziet eruit zoals ik had gedacht.
Alleen de Vlist kan mij mijn leven lang bekoren;
Steeds is het mij of iemand mij daar wacht.

## Beknopte bibliografie

### Poëzie
- Overdenkingen van een polderzwerver. (Aforismen) Kluwer, Deventer, 1960.
- Geopsychisch. Haagse Cahiers, 1963.
- Dorpsbewoner. De Windroos 68, U.M. Holland, Haarlem, 1965.
- De dingen maken muziek (Kindergedichten) Arbeiderspers, Amsterdam, 1966.
- Onhistorisch uitzicht De Windroos 89, U.M. Holland, Haarlem, 1972.
- Laagland Legende. Kunstcentrum Burgvliet, Gouda, 1974.
- Waarnemingsvelden. (ps. Richard Schuagt) Bosch & Keuning, Baarn, 1980., uitg. De Oude Degel, Eemnes, 1983.
- De polder in de Hondsdagen. Boekhandel Verkaaik, Gouda, 1983.
- Madeliefde. De Oude Degel, Eemnes, 1983.
- Nocturne (proces verbaal voor spreekstemmen). Kunstcentrum Burgvliet / Culturele Raad Gouda, 1984.
- Ratjetoekan (Kindergedichten), Culturele Raad Gouda, 1991.
- Nog altijd zien. Uitgeverij Baay a Book, Amsterdam, 1998.
- Waar ik ook ben, ik draag mijn weiland mee. Het Groene Hart in 654 gedichten. Uitgeverij THOTH, Bussum, 2009.

### Proza
- Volksverhalen uit het grensgebied van Zuid-Holland, Utrecht, Gelderland en Noord-Brabant. P.J. Meertens-Instituut voor Dialectologie, Volkskunde en Naamkunde, Amsterdam, 1988.
- Dorpsleven. Culturele Raad Gouda, 1989.

- Biografisch Portaal: 83729689
- Library of Congress Control Number: nr98043904
- Nederlandse Thesaurus van Auteursnamen: 069643563
- RKD-Nederlands Instituut voor Kunstgeschiedenis: 261906
- Système universitaire de documentation: 152283005
- Virtual International Authority File: 3600892
- WorldCat: E39PBJpV39hjFpgmYd6hMg6Frq